# Luis Miguel canta en italiano
Luis Miguel Canta en italiano, también conocido como Collezione Privata (1992), es la versión en italiano del álbum Palabra de Honor (1984) de Luis Miguel.
Este álbum contiene las canciones del disco Palabra de Honor (1984), grabadas en italiano, a excepción de la canción Noi ragazzi di oggi (Los muchachos de hoy), la cual fue incluida nueva en el álbum, sustituyendo la canción Muñeca rota. El álbum tampoco incluye la canción Me gustas tal como eres.
El tema Noi Ragazzi di Oggi fue interpretado por Luis Miguel en el Festival de San Remo Italia en 1985. Festival dónde quedó en segundo lugar. El sencillo fue un éxito en Italia pasando tres semanas consecutivas en el primer lugar del Top Singles Seles de Italia en 1985, la canción también tuvo un éxito comercial moderado en Alemania y Suiza donde entró al Top 50 de ambos países.  

## Ediciones del álbum
- Existe diferentes ediciones de este álbum la primera edición de este disco se publica en Italia, bajo el nombre Noi Ragazzi Di Oggi en 1985, dónde se incluye la canción inédita en italiano Il Cielo, en sustitucion de la canción Tu di cuore non ne hai (Tú no tienes corazón).

- En 1985 el álbum también es editado en Alemania con el título de la edición italiana Noi Ragazzi Di Oggi, aunque este presentaba cambios en el orgen de canciones  y contiene doce temas, incorporando el tema en español Me gustas tal como eres con Sheena Easton y el tema Tu di cuore non ne hai (Tú no tienes corazón).

- En 1992 el disco es editado en Latinoamérica con el título de Collezione Privada o Luis Miguel canta en Italiano, esta edición no contiene el tema Il Cielo en su lugar se contiene el tema Tu di cuore non ne hai (Tú no tienes corazón).

- En 2002 el álbum se relanza solo en México con el título Amandote a la italiana en esta edición se incorpora el tema Il Cielo.

## Lista de canciones
Noi ragazzi di oggi (Edición Italia) (1985)
1. Noi ragazzi di oggi
2. Un rock and roll suono                                                                                                                                                           (Un rock & roll sonó)
3. Il bikini blu                                                                                                                                                                                        (La chica del bikini azul)
4. Lilí                                                                                                                                                                                              (Lilí)
5. Chiamami                                                                                                                                                                                      (Háblame)
6. I'l Cielo
7. Il re di cuori                                                                                                                                                                          (Rey de corazones)
8. Io muoio per te                                                                                                                                                                             (Me muero por ti)
9. Isabel                                                                                                                                                                                      (Isabel)
10. Parola d'onore                                                                                                                                                          (Palabra de honor)

Noi ragazzi di oggi (Edición Alemania) (1985)
1. Noi ragazzi di oggi
2. Parola d'onore                                                                                                                                                          (Palabra de honor)
3. Un rock and roll suono                                                                                                                                                           (Un rock & roll sonó)
4. Tu di cuore non ne hai                                                                                                                                                                 (Tú no tienes corazón)
5. Il bikini blu                                                                                                                                                                                        (La chica del bikini azul)
6. Lilí                                                                                                                                                                                              (Lilí)
7. Chiamami                                                                                                                                                                                      (Háblame)
8. I'l Cielo
9. Il re di cuori                                                                                                                                                                          (Rey de corazones)
10. Io muoio per te                                                                                                                                                                             (Me muero por ti)
11. Isabel                                                                                                                                                                                      (Isabel)
12. Me gustas tal como eres                                                                                                                                                                                      (con Sheena Easton)

Collezione Privata / Luis Miguel Canta en Italiano (Edicion Latinoamerica) (1992)
1. Tu di cuore non ne hai                                                                                                                                                                 (Tú no tienes corazón)
2. Un rock and roll suono                                                                                                                                                           (Un rock & roll sonó)
3. Il bikini blu                                                                                                                                                                                        (La chica del bikini azul)
4. Lilí                                                                                                                                                                                              (Lilí)
5. Chiamami                                                                                                                                                                                      (Háblame)
6. Noi ragazzi di oggi
7. Il re di cuori                                                                                                                                                                          (Rey de corazones)
8. Io muoio per te                                                                                                                                                                             (Me muero por ti)
9. Isabel                                                                                                                                                                                      (Isabel)
10. Parola d'onore                                                                                                                                                          (Palabra de honor)

Amandote a la italiana (Re-Edición México) (2002)
1. Parola d'onore                                                                                                                                                          (Palabra de honor)
2. Tu di cuore non ne hai                                                                                                                                                                 (Tú no tienes corazón)
3. Un rock and roll suono                                                                                                                                                           (Un rock & roll sonó)
4. Il bikini blu                                                                                                                                                                                        (La chica del bikini azul)
5. Lilí                                                                                                                                                                                              (Lilí)
6. Chiamami                                                                                                                                                                                      (Háblame)
7. Noi ragazzi di oggi
8. Il re di cuori                                                                                                                                                                          (Rey de corazones)
9. Io muoio per te                                                                                                                                                                             (Me muero por ti)
10. Isabel                                                                                                                                                                                      (Isabel)
11. I'l Cielo

## Sencillos
El único sencillo lanzado fue el tema Noi, Ragazzi Di Oggi inicialmente en Italia y posteriormente Alemania y Suiza, el sencillo fue un suceso en la lista italiana de los singles más vendidos ocupando la primera posición por tres semanas consecutivas, por su parte en Alemania y Suiza obtuvo un éxito moderado entrando en el top 50 de las listas de aquellos países.
En Italia y Suiza el Vinyl single contenía como lado B el tema Il Cielo, mientras que en Alemania este último se cambió por la versión en italiano de Palabra de honor.
  Italia y  Suiza Vinyl Single (1985)
- Noi, Ragazzi Di Oggi  /  Il Cielo

 Alemania Vinyl Single (1985)
- Noi, Ragazzi Di Oggi  /  Parola d'onore (Palabra de Honor)

Posiciones en las listas de popularidad para "Noi, Ragazzi Di Oggi"
| Listas (1985)                       | Posición más alta | Ref.  |
| ----------------------------------- | ----------------- | ----- |
| Italia (Italia Singles Chart)       | 1                 | [ 1 ] |
| Suiza (Schweizer Hitparade)         | 48                | [ 1 ] |
| Alemania (GfK Entertainment Charts) | 35                | [ 2 ] |